# Cartier Martin
Cartier Alexander Martin ( Crockett, Texas; 20 de noviembre de 1984) es un exjugador de baloncesto estadounidense, profesional durante diez temporadas. Con 2,00 metros de estatura, juega en la posición de alero.

## Trayectoria deportiva

### Universidad
Jugó durante cuatro temporadas con los Wildcats de la Universidad Estatal de Kansas, en las que promedió 13,8 puntos, 4,8 rebotes y 1,5 asistencias por partido. En sus dos últimas temporadas fue elegido en el mejor quinteto de la Big 12 Conference, y en su temporada senior además elegido como mejor sexto hombre.

### Profesional
Tras no ser elegido en el Draft de la NBA de 2007, se marchó a jugar una temporada al Antalya Büyükşehir Belediyesi de la liga turca, donde promedió 8,8 puntos y 2,6 rebotes por partido. Regresó al año siguiente a su país, siendo elegido el en draft de la NBA D-League por los Iowa Energy, con los que jugó 21 partidos en los que promedió 20,6 puntos y 5,4 rebotes, siendo incluido en el tercer Mejor quinteto de la liga.
En enero de 2009 firmó un contrato por 10 días con los Charlotte Bobcats, quienes posteriormente le renovarían hasta el final de temporada, Jugó 33 partidos en los que promedió 2,6 puntos y 1,0 rebotes.
En 2009 fichó por la Benetton Treviso de la liga italiana, pero solo llegó a disputar 7 partidos, en los que promedió 8,6 puntos y 2,9 rebotes, antes de regresar a los Energy, donde completó la temporada promediando 17,3 puntos y 4,5 rebotes por partido, siendo incluido en el mejor quinteto de la liga.
En enero de 2010 firmó un contrato por diez días con los Golden State Warriors, con los que había disputado previamente las Ligas de Verano de la NBA. Fue posteriormente renovado por diez días más, jugando 10 partidos en total, en los que promedió 9,0 puntos y 4,7 rebotes, regresando posteriormente a los Energy. El 30 de marzo de ese mismo año fue requerido por los Washington Wizards para reemplazar al lesionado Randy Foye, jugando 8 partidos en los que promedió 6,4 puntos y 2,6 rebotes.
Al año siguiente jugó la temporada entera con los Wizards, acabando el año con unos promedios de 4,0 puntos y 1,4 rebotes por partido. Tras no ser renovado, se marchó a jugar una temporada a los Jilin Northeast Tigers de la liga china, donde en un partido ante los Zhejiang Wanna Cyclones anotó 47 puntos.
Regresó en marzo de 2012 a los Energy, y a finales de ese mismo mes firmó un contrato por diez días de nuevo con los Wizards.
El 15 de octubre de 2013, Martin firma con los Atlanta Hawks. Tras ser despedido, firmó un contrato de diez días con los Chicago Bulls.
En julio de 2014 alcanzó un acuerdo con los Detroit Pistons, con los que firmó por una temporada por el mínimo salarial.

## Estadísticas de su carrera en la NBA

### Temporada regular
| Año     | Equipo       | PJ  | PT | MPP  | %TC  | %3P  | %TL  | RPP | APP | ROB | TPP | PPP |
| ------- | ------------ | --- | -- | ---- | ---- | ---- | ---- | --- | --- | --- | --- | --- |
| 2008-09 | Charlotte    | 33  | 1  | 8.1  | .364 | .303 | .800 | 1.0 | .4  | .2  | .1  | 2.6 |
| 2009-10 | Golden State | 10  | 2  | 27.6 | .364 | .323 | .762 | 4.7 | .9  | .8  | .0  | 9.0 |
| 2009-10 | Washington   | 8   | 0  | 14.3 | .375 | .389 | .889 | 2.6 | .9  | .4  | .1  | 6.4 |
| 2010-11 | Washington   | 52  | 1  | 10.4 | .390 | .394 | .700 | 1.4 | .3  | .3  | .1  | 4.0 |
| 2011-12 | Washington   | 17  | 2  | 23.0 | .440 | .387 | .579 | 3.4 | .6  | .6  | .1  | 9.3 |
| 2012-13 | Washington   | 41  | 3  | 16.9 | .381 | .397 | .714 | 2.4 | .5  | .5  | .1  | 6.6 |
| 2013-14 | Atlanta      | 53  | 6  | 15.5 | .414 | .384 | .754 | 2.0 | .6  | .5  | .1  | 5.9 |
| 2013-14 | Chicago      | 6   | 0  | 8.0  | .625 | .600 | .500 | .8  | .3  | .2  | .0  | 2.5 |
| 2014-15 | Detroit      | 23  | 0  | 8.6  | .283 | .182 | .000 | .9  | .5  | .1  | .0  | 1.6 |
| Total   |              | 243 | 15 | 13.8 | .392 | .372 | .729 | 1.9 | .5  | .4  | .1  | 5.1 |

### Playoffs
| Año   | Equipo  | PJ | PT | MPP  | %TC  | %3P  | %TL  | RPP | APP | ROB | TPP | PPP |
| ----- | ------- | -- | -- | ---- | ---- | ---- | ---- | --- | --- | --- | --- | --- |
| 2014  | Atlanta | 3  | 0  | 15.0 | .667 | .000 | .000 | 3.0 | 0.0 | 2.0 | 0.0 | 4.0 |
| Total |         | 3  | 0  | 15.0 | .667 | .000 | .000 | 3.0 | 0.0 | 2.0 | 0.0 | 4.0 |